# Citroën DS3 WRC
Der Citroën DS3 WRC wurde am 24. Januar 2011 in Paris offiziell vorgestellt. Dieses World Rally Car baute Citroën Racing, um mit dem Citroën World Rally Team an der Rallye-Weltmeisterschaft 2011 teilzunehmen. Es basiert auf dem Citroën-DS3-Serienfahrzeug und soll die Nachfolge des Citroën C4 WRC antreten.
Nach neun Rallyes erzielte der DS3 acht Siege in Folge bei der Rallye-Weltmeisterschaft 2011 und das Citroën-Werksteam führte die Hersteller-Weltmeisterschaft mit 91 Punkten Vorsprung an.
Durch den Sieg bei der Rallye Deutschland 2011 wurde Citroën zum erfolgreichsten Team in der Geschichte der Rallye-Weltmeisterschaft. Nach Loebs Sieg bei der Rallye Katalonien 2011 gewann das Team die Team-WM-Wertung vorzeitig. Sébastien Loeb gewann mit diesem Fahrzeug seinen achten WM-Titel.
Beim ersten Einsatz 2012 gewann Loeb im DS3 WRC die Rallye Monte Carlo mit 2 Minuten 45 Sekunden Vorsprung. Zur Saisonmitte errang Loeb fünf Siege in Folge. Ab der, als neunter von dreizehn WM-Läufen ausgetragenen, Wales Rallye GB stand fest, dass nur noch ein DS3-WRC-Pilot den Fahrer-WM-Titel erzielen konnte. Nach Loebs Sieg bei der Rallye Frankreich gewann das Team die Team-WM-Wertung und Loeb seinen neunten Weltmeistertitel vorzeitig.

## Entwicklung
Nach dem Rückzug vieler Hersteller aus der höchsten Klasse des Rallyesports – zuletzt Subaru und Suzuki ab der WM-Saison 2009 – sah sich die FIA zum Handeln gezwungen. Nur noch Ford und Citroën waren als Fahrzeughersteller in der Rallye-Weltmeisterschaft mit WRC-Rennwagen aktiv. Es begann ein spürbarer Rückgang des Publikumsinteresses, nicht zuletzt wegen der von einigen Fans als monoton empfundenen sieben Weltmeistertitelgewinne – von Citroën-Werksfahrer Sébastien Loeb – in Folge und der damit verbundenen sechs Marken-WM-Titel des Citroën Total World Rally Teams. Die FIA unternahm Bemühungen, neue Automobilhersteller zum Einstieg in die WRC zu bewegen. Diese wurden jedoch aus Kostengründen und unter Hinweis auf die Weltwirtschaftskrise ablehnend beantwortet.
Die FIA und die in Verhandlungen stehenden Hersteller kamen zu dem Schluss, dass ein neues und weitreichendes WRC-Reglement eingeführt werden müsste, um die Kosten zu senken. So könnte auch der Einstieg neuer Marken attraktiver werden, denn alle Teilnehmer müssten gleichermaßen neue Fahrzeuge entwickeln. Ebenso könnten Privatiers die Teilnahme an den Veranstaltungen leichter finanzieren und die Sponsoren würden entlastet. Seit 2011 basieren deshalb die World Rally Cars ebenfalls auf dem bekannten Super-2000-Reglement, allerdings mit 1600-cm³-Motoren mit Benzindirekteinspritzung und Turboaufladung sowie einem zusätzlichen Aerodynamik-Paket. Diese Fahrzeuge sind wesentlich näher an den Serienmodellen als ihre Vorgänger. Das Innenleben der S2000 und WRCs ist weitgehend identisch. Für die WRC muss zunächst ein S2000-(Kl.-A2)-Fahrzeug homologiert sein, das anschließend zu einem WRC-(Kl.-A0) aufgerüstet wird.
Die Entwicklung des Fahrzeuges begann unter der Regie von Citroën-Technik-Chef Xavier Mestelan-Pinon während des Jahres 2010 durch die Citroën-Piloten Sébastien Loeb, Sébastien Ogier, Dani Sordo und den Testfahrer Philippe Bugalski als auch konzernbedingt durch Peugeot-Fahrer Kris Meeke und den ehemaligen Formel-1-Fahrer Stéphane Sarrazin. Nach dem Ende der Entwicklungsarbeiten wechselten Dani Sordo und Kris Meeke mit Saisonende 2010 zum WRC-Konkurrenten Mini, der ab der Rallye Sardinien 2011 an der Rallye-Weltmeisterschaft mit dem Mini WRC teilnimmt.

## Technik

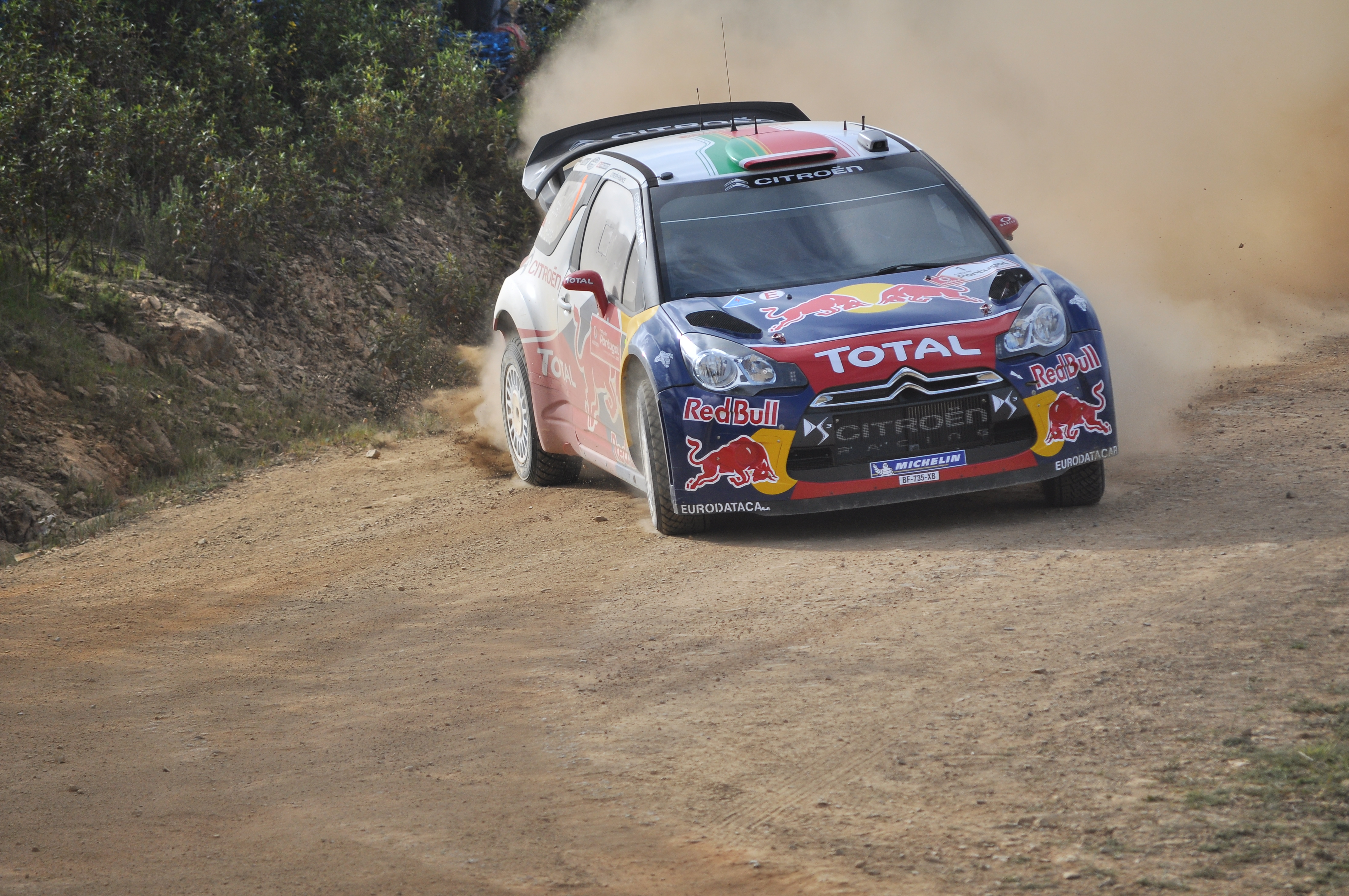
Sébastien Loeb im Citroën DS3 WRC

Die verstärkte, mit einer im Fahrgastraum verschweißten Sicherheitszelle aus Stahlrohren zusätzlich versteifte Karosserie basiert auf den DS3 aus der Serienfertigung. Sie werden von Citroën Racing allerdings stark modifiziert. Diese WRC-Kl.-0-Fahrzeuge werden mit einem Sicherheitspaket ausgerüstet, das aus speziellen Sitzen, Gurten, Treibstofftank, Notausschalter (innen/außen), Feuer-Löschanlage usw. besteht.
Der Rennwagen muss dem FIA-Reglement der Gruppe A entsprechen und mit einem Zusatz-Kit Super 2000 ausgestattet sein. Das Serienfahrzeug muss mindestens 2500-mal in gleichen Einheiten produziert worden sein. Elektronische Fahrhilfen wie Antiblockiersystem (ABS) und Elektronisches Stabilitätsprogramm (ESP) sind nicht zugelassen. Das Fahrzeug hat Allradantrieb und MacPherson-Federbeine mit verstellbarer Federung und Dämpfung an der vorderen und hinteren Achse.
Der Vierzylinder-16V-Reihen-Ottomotor des DS3 WRC hat Benzindirekteinspritzung und Turboaufladung, der Ladedruck darf 2,5 bar nicht überschreiten und die Drehzahl muss laut Reglement auf 8500/min begrenzt werden.
Mittels 33-mm-Luftmengenbegrenzer wird die Motorleistung auf offiziell etwa 300 PS/224 kW gedrosselt. Diese Leistung steht bei 6000/min zur Verfügung. Das höchste Drehmoment von 350 Nm erreicht der Motor bei 3250/min. Der Rennwagen ist als Zweisitzer für Fahrer und Beifahrer ausgeführt. Der DS3 WRC wurde in der WM-Saison 2011 vertragsgemäß mit Reifen von Michelin ausgerüstet.

## Erfolge

### 2011

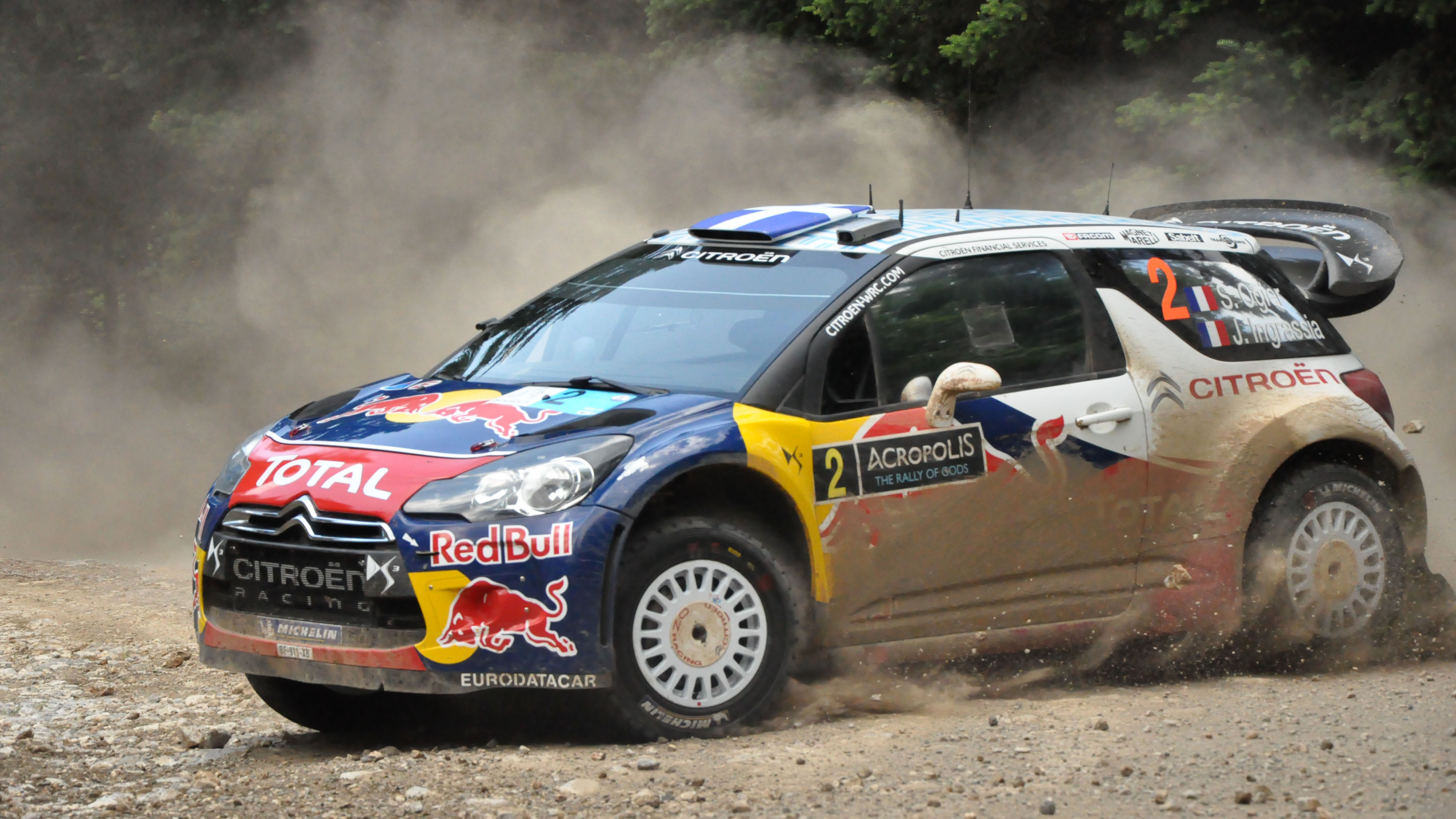
Sébastien Ogier im DS3 WRC bei der Rallye Griechenland 2011

- Gesamtsieg bei der Rallye Mexiko 2011 durch Sébastien Loeb.
- Doppelsieg bei der Rallye Portugal 2011 durch Sébastien Ogier und Sébastien Loeb.
- Gesamtsieg bei der Rallye Jordanien 2011 durch Sébastien Ogier und dritter Platz für Sébastien Loeb.
- Gesamtsieg bei der Rallye Sardinien 2011 durch Sébastien Loeb und dritter Platz für Petter Solberg.
- Gesamtsieg bei der Rallye Argentinien 2011 durch Sébastien Loeb und dritter Platz für Sébastien Ogier.
- Doppelsieg bei der Rallye Griechenland 2011 durch Sébastien Ogier und Sébastien Loeb.
- Gesamtsieg bei der Rallye Finnland 2011 durch Sébastien Loeb und dritter Platz für Sébastien Ogier.
- Doppelsieg bei der Rallye Deutschland 2011 durch Sébastien Ogier und Sébastien Loeb.
- Gesamtsieg bei der Rallye Frankreich 2011 durch Sébastien Ogier.
- Gesamtsieg bei der Rallye Katalonien 2011 durch Sébastien Loeb.

### 2012

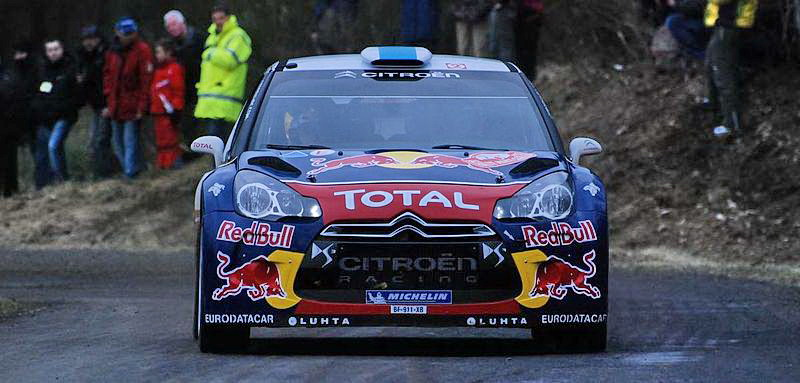
Mikko Hirvonens erster Einsatz im DS3 WRC, Rallye Monte Carlo 2012

- Gesamtsieg bei der Rallye Monte Carlo 2012 durch Sébastien Loeb.
- Doppelsieg bei der Rallye Mexiko 2012 durch Sébastien Loeb und Mikko Hirvonen.
- Doppelsieg bei der Rallye Argentinien 2012 durch Sébastien Loeb und Mikko Hirvonen.
- Doppelsieg bei der Rallye Griechenland 2012 durch Sébastien Loeb und Mikko Hirvonen.
- Doppelsieg bei der Rallye Neuseeland 2012 durch Sébastien Loeb und Mikko Hirvonen.
- Doppelsieg bei der Rallye Finnland 2012 durch Sébastien Loeb und Mikko Hirvonen.
- Gesamtsieg bei der Rallye Deutschland 2012 durch Sébastien Loeb und dritter Platz für Mikko Hirvonen.
- Mit dem zweiten Platz, bei der Rallye Großbritannien 2012, durch Sébastien Loeb, stand fest, dass nur noch ein Fahrer des Citroën Total World Rallye Team den Fahrer-Weltmeistertitel erringen konnte.
- Gesamtsieg bei der Rallye Frankreich 2012 durch Sébastien Loeb und dritter Platz für Mikko Hirvonen.
- Gesamtsieg bei der Rallye Italien 2012 durch Mikko Hirvonen.

### 2013

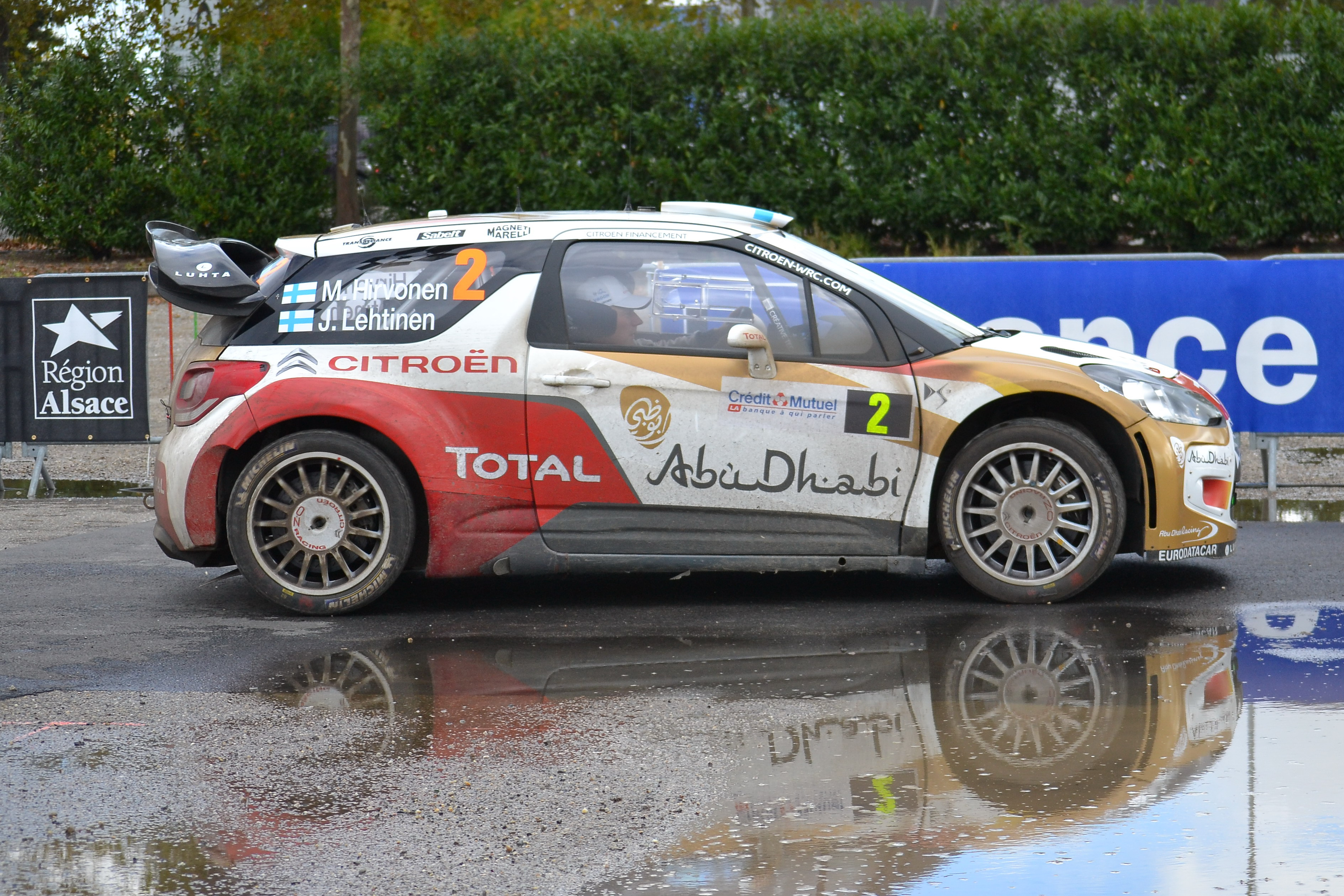
Mikko Hirvonen im DS3 WRC bei der Rallye Frankreich 2013

- Gesamtsieg bei der Rallye Monte Carlo 2013 durch Sébastien Loeb, Rang drei für Daniel Sordo.
- Zweiter Rang bei der Rallye Schweden 2013 durch Sébastien Loeb.
- Zweiter Rang bei der Rallye Mexiko 2013 durch Mikko Hirvonen.
- Zweiter Rang bei der Rallye Portugal 2013 durch Mikko Hirvonen.
- Gesamtsieg bei der Rallye Argentinien 2013 durch Sébastien Loeb.
- Zweiter Rang bei der Rallye Griechenland 2013 durch Daniel Sordo.
- Gesamtsieg bei der Rallye Deutschland 2013 durch Daniel Sordo, Rang drei für Mikko Hirvonen.
- Dritter Rang bei der Rallye Australien 2013 durch Mikko Hirvonen.
- Zweiter Rang bei der Rallye Frankreich 2013 durch Daniel Sordo.
- Dritter Rang bei der Rallye Katalonien 2013 durch Mikko Hirvonen.

### 2014

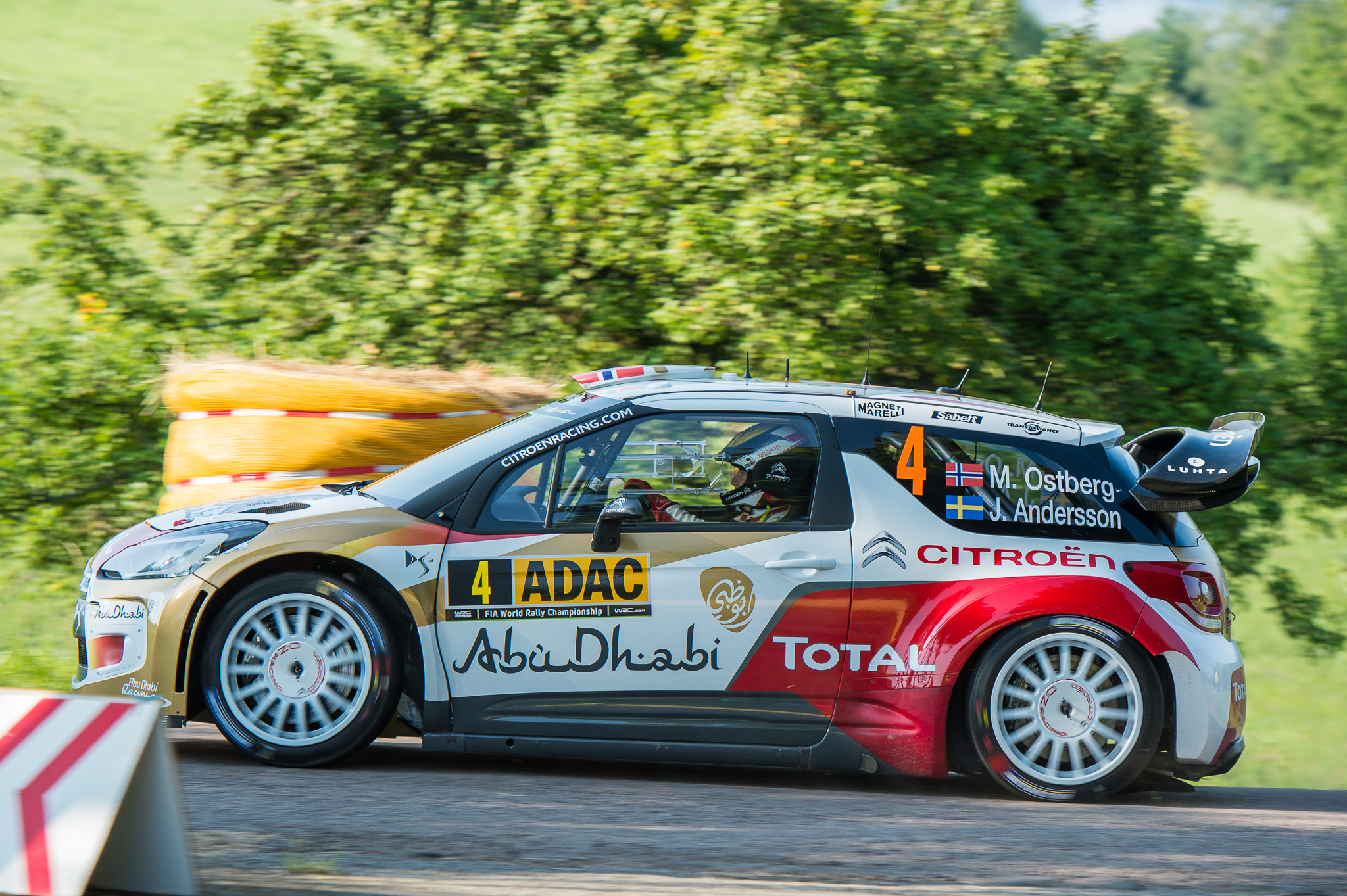
Mads Østberg im DS3 WRC bei der Rallye Deutschland 2014

- Dritter Rang bei der Rallye Monte Carlo 2014 durch Kris Meeke.
- Dritter Rang bei der Rallye Schweden 2014 durch Mads Østberg.
- Dritter Rang bei der Rallye Portugal 2014 durch Mads Østberg.
- Dritter Rang bei der Rallye Argentinien 2014 durch Kris Meeke.
- Zweiter Rang bei der Rallye Italien 2014 durch Mads Østberg.
- Dritter Rang bei der Rallye Finnland 2014 durch Kris Meeke.
- Dritter Rang bei der Rallye Frankreich 2014 durch Kris Meeke.
- Dritter Rang bei der Rallye Großbritannien 2014 durch Mads Østberg.

### 2015
- Zweiter Rang bei der Rallye Mexiko 2015 durch Mads Østberg.
- Doppelsieg bei der Rallye Argentinien 2015 durch Kris Meeke und Mads Østberg.
- Dritter Rang bei der Rallye Finnland 2015 durch Mads Østberg.
- Dritter Rang bei der Rallye Australien 2015 durch Kris Meeke.
- Dritter Rang bei der Rallye Großbritannien 2015 durch Kris Meeke.

## Teams und Fahrer 2011

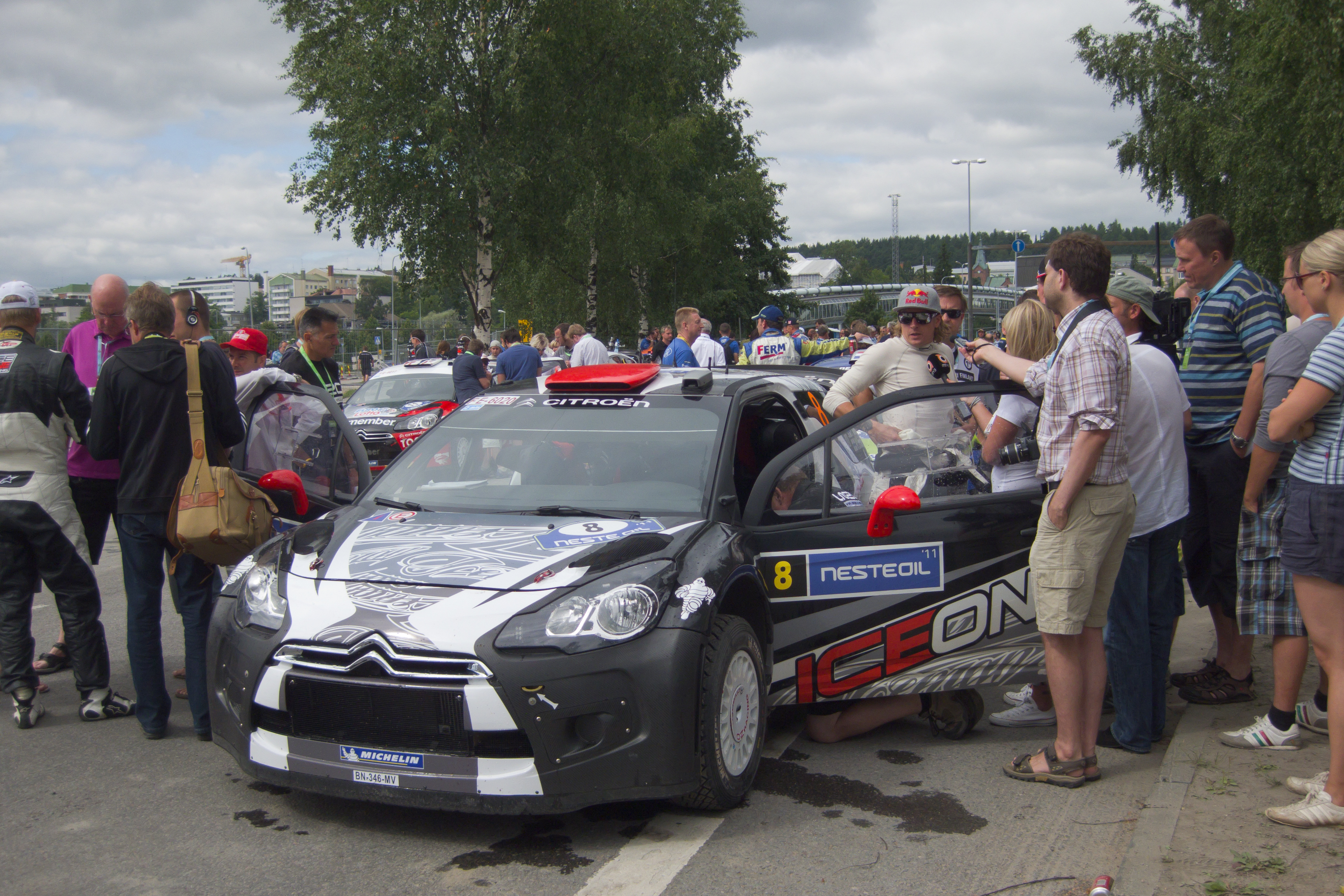
Kimi Räikkönen ist der wohl bekannteste Kundenfahrer des DS3 WRC

Während die beiden französischen Werksfahrer Sébastien Loeb und Sébastien Ogier von Citroën bezahlt werden, um die Marke zu repräsentieren, gibt es auch Fahrer, die dafür bezahlen, in einem Citroën DS3 WRC an der Rallye-Weltmeisterschaft teilnehmen zu können. Der Rallye-Weltmeister der Saison 2003, Petter Solberg, startete bei allen Läufen der Saison 2011 in seinem eigenen Team. Bei der Rallye Sardinien, der Rallye Australien und der Rallye Frankreich gelang ihm jeweils ein dritter Platz. Einige Stunden nach der Rallye wurde Petter Solberg von der Veranstaltung ausgeschlossen und ihm sein dritter Rang aberkannt. Grund war, dass sein Fahrzeug bei der nachträglichen Abwaage als um vier Kilogramm zu leicht befunden wurde. Deshalb rückten alle Fahrer ab dem vierten Platz um eine Position nach vorne.
Solberg war der einzige Privatier, der nach wie vor mit den Werksfahrern mithalten konnte und lag an fünfter Stelle der Weltmeisterschaft.
Der ehemalige Formel-1-Weltmeister Kimi Räikkönen gründete ab 2011 sein ICE ONE Racing WRT, um an zehn geplanten Läufen der Rallye-Weltmeisterschaft 2011 teilzunehmen. Räikkönen erzielte 2011 bei allen sechs bisher bestrittenen WRC-Rallyes Punkte und lag nach dem neunten Lauf auf dem achten Platz in der Fahrerwertung und am fünften Platz der Teamwertung.
Diese Punkte wurden seinem Team allerdings mit Beschluss vom 9. September von der FIA aberkannt und es wurde aus der WM-Team-Wertung genommen. Der Grund dafür und eine zusätzliche Geldstrafe von 16.200 Euro war, dass er nicht, wie geplant, an der Rallye Australien teilgenommen hatte. Das Reglement schreibt für ein Team, welches für Marken-WM-Punkte eingeschrieben ist, mindestens zwei Läufe außerhalb Europas vor. Räikkönen hatte für die Rallye Jordanien und bei der Rallye Australien genannt, hatte aber auf die Teilnahme in Australien verzichtet. Räikkönen ist für die restlichen drei Läufe der Rallye-Weltmeisterschaft nach wie vor startberechtigt.
Im niederländischen Team Van Merksteijn Motorsport startet Peter van Merksteijn jr. und sein Vater und Teambesitzer Peter van Merksteijn sr. bei einigen ausgewählten Läufen der WM-Saison.
| Team                                      | Nennung als:     | Reifen | Startnummer | Fahrer                   | Beifahrer        | Rallyes 2011        |
| ----------------------------------------- | ---------------- | ------ | ----------- | ------------------------ | ---------------- | ------------------- |
| Citroën World Rally Team                  | Werksteam        | M      | 01          | Sébastien Loeb           | Daniel Elena     | 1–13                |
| Citroën World Rally Team                  | Werksteam        | M      | 02          | Sébastien Ogier          | Julien Ingrassia | 1–13                |
| ICE 1 Racing WRT                          | werksunterstützt | M      | 08          | Kimi Räikkönen           | Kaj Lindström    | 1, 3, 4, 7–9, 11–13 |
| Petter Solberg WRT                        | werksunterstützt | M      | 11          | Petter Solberg           | Chris Patterson  | 1–13                |
| Van Merksteijn Motorsport                 | Privatteam       | M      | 14          | Peter van Merksteijn jr. | Eddy Chevaillier | 3–7, 9–13           |
| Van Merksteijn Motorsport                 | Privatteam       | M      | 20          | Peter van Merksteijn sr. | Erwin Mombaerts  | 5, 7                |
| Stand nach 13 von 13 Rallyes, Saison 2011 |                  |        |             |                          |                  |                     |

## Teams und Fahrer 2012

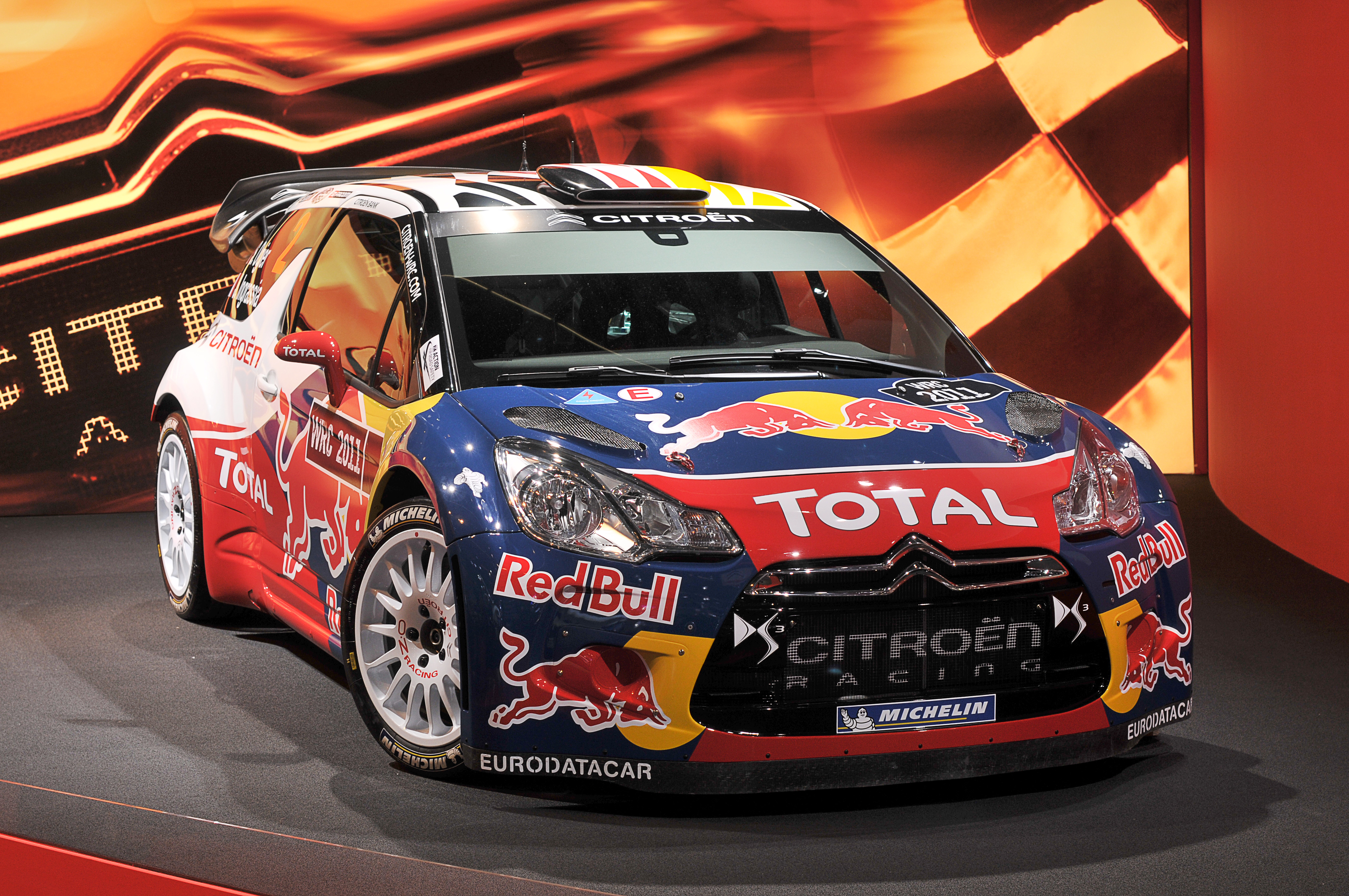
Citroën DS3 WRC auf der IAA 2011

### Werksteam
Das Citroën Total World Rally Team startet in dieser Saison wieder mit dem Serien-Weltmeister Sébastien Loeb am Steuer des Citroën DS3 WRC. Im November 2011 wurde bekanntgegeben, dass Ogiers Vertrag aufgelöst wurde. Für die Saison 2012 verpflichtete Citroën den langjährigen Fordwerksfahrer Mikko Hirvonen als neuen Nummer-2-Fahrer neben Loeb.
Citroën-Teamchef Olivier Quesnel gab bekannt, dass ab der Rallye Schweden mit drei DS3 WRC an den Start gegangen wird. Nasser Al-Attiyah wird zunächst an der Rallye Dakar teilnehmen, um anschließend 12 Läufe der Rallye-Weltmeisterschaft zu bestreiten.

### PH Sport
Die ehemaligen Förderer von Loeb, Dominique Heintz und Bernard Piallat, vom Einsatzteam PH Sport
starten ab der Rallye Monte Carlo mit zwei DS3 WRC in der Rallye-Weltmeisterschaft. 2012 wird dem belgischen Nachwuchstalent Thierry Neuville die Chance gegeben, sich in der Rallye-Weltmeisterschaft zu beweisen. Dabei wird sein Fahrzeug unter dem Team-Namen Citroën Junior Team nennen. Geplant sind neun bis zehn Starts; in Neuseeland ist keine Teilnahme vorgesehen, bei erfolgreichem Einsatz erhält Neuville zusätzlich die Möglichkeit auch an den Rallye-WM-Läufen in Italien und Spanien an den Start zu gehen. Es ist geplant, als zweite Fahrer des Teams unregelmäßig und abwechselnd die Niederländer Peter van Merksteijn senior und Peter van Merksteijn junior einzusetzen. Deren DS3 wird dann als Van Merksteijn Motorsport in der Nennliste aufscheinen.

## Saison 2013 bis 2015

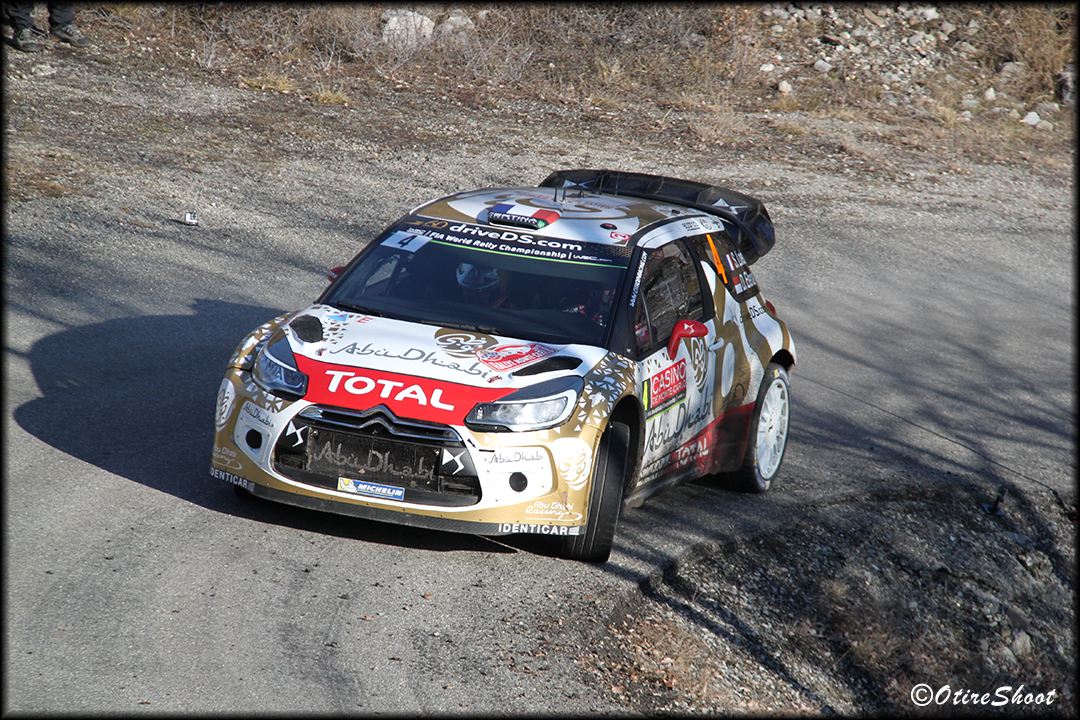
Loeb/Elena bei der Rallye Monte Carlo 2015

Im Jahr 2013 fuhr der neunfache Weltmeister Sébastien Loeb nicht mehr die ganze Saison. Von vier gefahrenen Rallys gewann er zwei in Monte Carlo und Argentinien, bei der Rallye Schweden wurde er Zweiter und in Frankreich schied er aus. Das Duo Loeb/Daniel Elena wurden mit 68 Punkten achte in der Fahrer-Weltmeisterschaft. Die Gesamte Saison fuhren Mikko Hirvonen und Daniel Sordo mit dem DS3 WRC des Werksteams. Hirvonen wurde in der Fahrer-WM vierter mit 126 Punkten und Sordo belegte den fünften Rang mit 123 Punkten. Das Citroën-Werksteam beendete das Jahr auf dem zweiten Rang in der Hersteller-Weltmeisterschaft mit 118 Punkten.
Für die Rallye-Weltmeisterschaft 2014 übernahmen Kris Meeke und Mads Østberg die Wagen des Werksteams. Mehr als zweite und dritte Plätze konnten die Fahrer nicht erreichen. Mit einem knappen Vorsprung von zwei WM-Punkten in der Hersteller-Weltmeisterschaft konnte der zweite Rang vom Vorjahr verteidigt werden vor dem privaten M-Sport World Rallye Team.
Ein Gastspiel gab Sébastien Loeb 2015 in der Rallye-Weltmeisterschaft. Bei der Rallye Monte Carlo forderte Loeb Sébastien Ogier heraus und er führte die Rallye zeitweise an. Nach einem Unfall wurde Loeb schlussendlich auf dem achten Rang klassiert. Ansonsten fuhren, wie schon 2014, Kris Meeke und Mads Østberg die Wagen. Zwar wurde das Citroën-Werksteam wiederum Vizeweltmeister in der Hersteller-Weltmeisterschaft mit sechs Punkten Vorsprung auf M-Sport, auf den Weltmeister Volkswagen fehlten allerdings 183 Punkte.

## Saison 2016 und 2017
Der Hersteller Citroën bekennt sich langfristig zur Rallye-Weltmeisterschaft (WRC) und entwickelt ein neues Fahrzeug für das ab 2017 gültige neue technische Reglement. Während dieser Entwicklungszeit pausiert allerdings Citroën und geht 2016 nicht als Werksteam in die Saison. Mit der Entscheidung, in der WRC zu bleiben geht einher, dass Citroën sein Engagement in der WTCC beendet nach der Saison 2016. Nachdem man die WTCC in den letzten beiden Saisonen dominierte, ist nach dem Ende des dritten Jahres 2016 Schluss.
Mads Østberg hat das Team verlassen, da er ein Vollzeitprogramm in der Saison 2016 fahren will. Østberg kehrte zu M-Sport zurück, wo sich Ott Tänak in der abgelaufenen Saison nicht empfehlen konnte.
Kris Meeke, Stéphane Lefebvre, Khalid Al-Qassimi und Craig Breen bestreiten für Citroën abwechslungsweise Weltmeisterschaftsläufe. Die vier Fahrer sitzen dabei am Steuer des Citroën DS3 WRC aus dem Jahr 2015. Die Einsätze werden durch das private PH-Team organisiert und begleitet. Offiziell tritt das Team unter dem Namen Abu Dhabi Total WRT auf.